# De Bosschaert
De Bosschaert, ook De Bosschaert de Bouwel is een Zuid-Nederlandse adellijke familie.

## Geschiedenis
De bewezen stamreeks begint met Jacques de Bosschaert die op 21 januari 1529 overleed, eerste vermelding van dit geslacht. Vanaf zijn zoon Paul (†1588) waren telgen grootaalmoezenier van Antwerpen. In de 17e en 18e eeuw werden telgen geadeld. Onder het Verenigd Koninkrijk der Nederlanden volgden twee benoemingen in de Ridderschap van Antwerpen en daarmee opname in de adelstand; een derde en vierde telg werden erkend te behoren tot de adel.
In 2018 was er nog een mannelijke telg in leven, die ongehuwd was.

### Adelsbesluiten voor 1816
- In 1685 werd Cornille Bosschaert, grootaalmoezenier van Antwerpen, door koning Karel II van Spanje verheven in de erfelijke adel.
- In 1714 werd Carolus-Franciscus door keizer Karel VI verheven in de erfelijke adel met de titel ridder, overdraagbaar op alle mannelijke afstammelingen. Hoewel regelmatig geregistreerd in de Oostenrijkse Nederlanden werd de verheffing in 1734 herroepen.
- Jean-Charles Bosschaert, neef van Cornille Bosschaert, grootaalmoezenier van Antwerpen, werd in 1729 door keizer Karel VI in de erfelijke adel opgenomen.
- In 1749 werd Corneille Bosschaert, raadsheer en rekenmeester in de Rekenkamer door keizerin Maria Theresia benoemd tot raadsheer en commissaris in de Raad van Financiën in Brussel, een benoeming die verhief tot erfelijke adeldom.
- De weduwe van Carolus Franciscus, Anne-Marie van den Branden, en hun twee zonen, Charles-Nicolas en Joseph-Henri Bosschaert, werden door keizerin Maria-Theresia in 1756 in de erfelijke adel bevestigd, met terugwerkende kracht tot in 1714. De twee zonen kregen de persoonlijke titel ridder.

## Genealogie

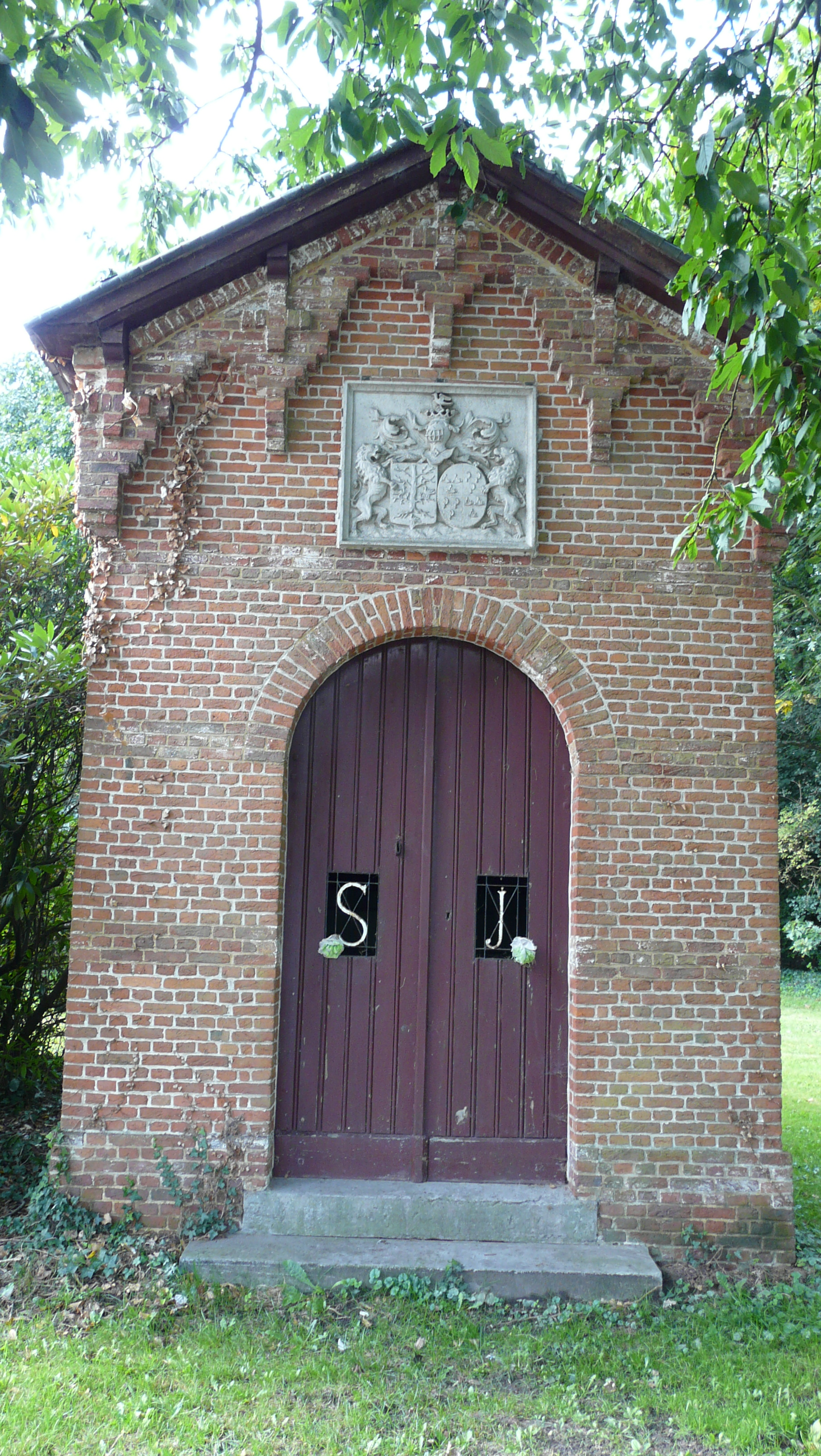
Kapel te Bouwel opgericht door de familie

- Gauthier Bosschaert (†1655), x Marie de Groot (†1641), xx Marie de Groot († 1681)
  - Balthazar Bosschaert (†1699), x Catherine Froment
    - Carolus-Franciscus Bosschaert (†1748) x Anne van den Branden
      - Charles-Nicolas de Bosschaert (1715-1792), x Cornélie de Pret
        - Charles de Bosschaert (zie hierna)

      - Jean de Bosschaert (†1794), x Isabelle de Witte
        - Paul de Bosschaert (zie hierna)

  - Jacques de Bosschaert (†1677), x Hélène Vinque († 1692)
    - Charles Bosschaert (†1723), x Isabelle le Candele (1678-1712)
      - Jacques Joseph Bosschaert, x Isabelle Melyn
        - Jacques Bosschaert (1755-1805), x Isabelle Lunden
          - Augustin Bosschaert (zie hierna)
          - Emmanuel Bosschaert (zie hierna)

## Charles de Bosschaert
Charles-Jean de Bosschaert (1759-1828) werd in 1816, onder het Verenigd Koninkrijk der Nederlanden benoemd in de Ridderschap van Antwerpen met de titel van ridder die volgens de eerste adelslijst overging op alle mannelijke afstammelingen.

## Paul de Bosschaert de Bouwel

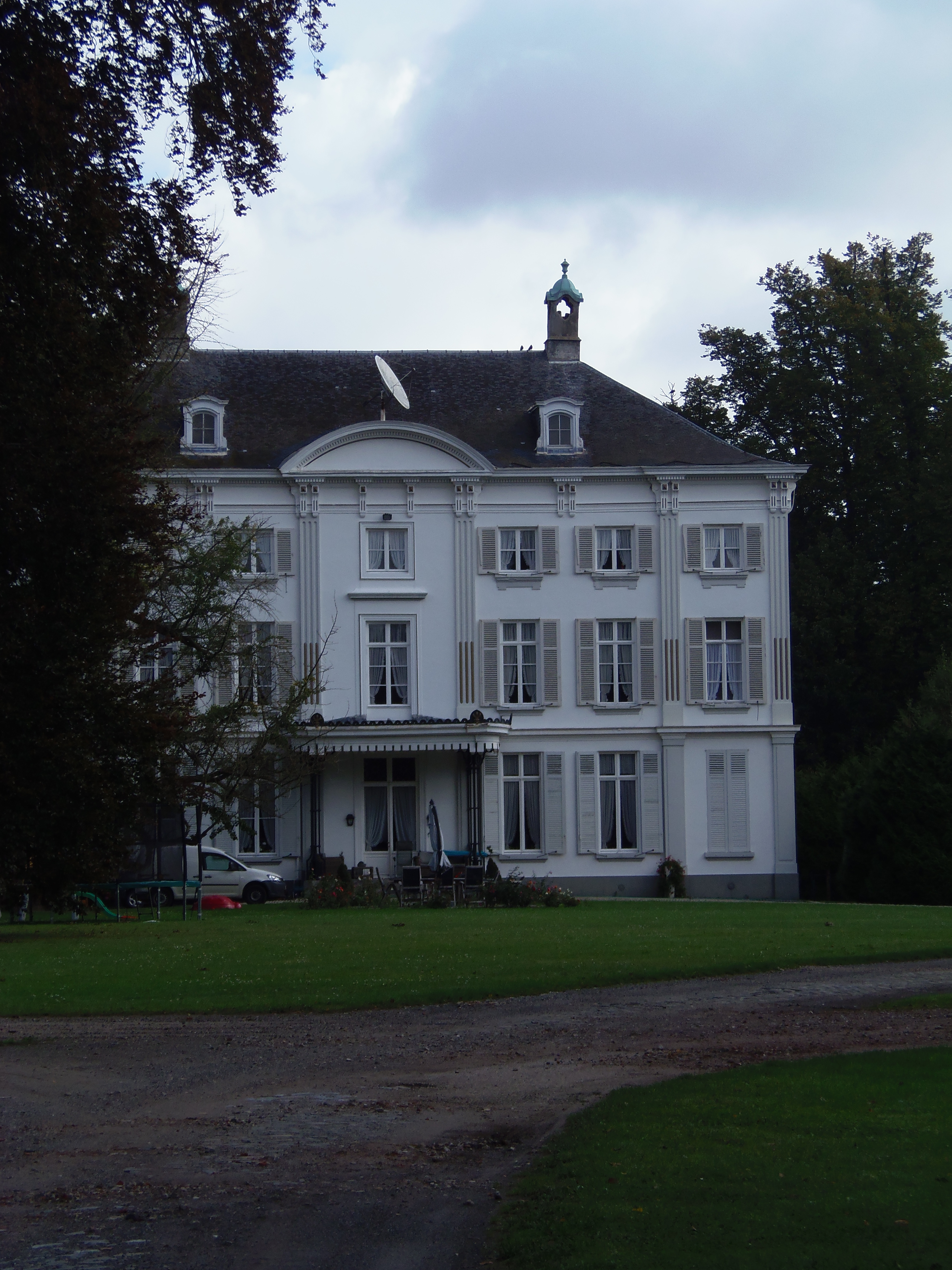
Kasteel Bouwelhof, gebouwd in opdracht van Paul-Joseph

Paul-Joseph de Bosschaert de Bouwel (1756-1836) werd in 1816, onder het Verenigd Koninkrijk der Nederlanden, benoemd in de Ridderschap van Antwerpen met de titel van ridder die volgens de eerste adelslijst overging op alle mannelijke afstammelingen.

## Augustin Bosschaert
- Augustin Egide Bosschaert (Antwerpen, 24 september 1781 - 17 mei 1860) trouwde in 1807 met Angelique della Faille (1778-1832). Ze hadden vijf kinderen. In 1822, onder het Verenigd Koninkrijk der Nederlanden, werd hij erkend in de erfelijke adel. Hij was erfgenaam van zijn neef in de 9e graad, Paul, die de Bouwelhof boouwde.
  - Georges Bosschaert de Bouwel (1815-1900), gemeenteraadslid van Schoten, kreeg vergunning voor hem en zijn drie zoons de Bouwel aan de familienaam toe te voegen. Hij trouwde met Colette van den Berghe (1818-1885) en ze hadden vijf kinderen.
    - Ernest Bosschaert de Bouwel (1853-1900), gemeenteraadslid van Deurne, trouwde met Louise Cogels (1853-1917).
      - Emile ridder Bosschaert de Bouwel (1892-1937) werd in 1929 begiftigd met de titel ridder, overdraagbaar bij eerstgeboorte. Hij trouwde met Marie-Louise van den Eynde (1890-1966) en ze kregen vier kinderen.
        - Ernest ridder Bosschaert de Bouwel (1918-1950), oorlogsvrijwilliger en officier in het Britse leger.
        - Gauthier ridder Bosschaert de Bouwel (1926-1981), oorlogsvrijwilliger en financieel journalist.
          - Patrick ridder Bosschaert de Bouwel (1952-2007).
            - Mathieu ridder Bosschaert de Bouwel (1981), financieel econoom en chef de famille.

    - Arthur Bosschaert de Bouwel (1857-1896), burgemeester van Bouwel, trouwde met Clotide van de Werve (1858-1941). Ze kregen zeven kinderen, maar geen enkele zette de familietak de Bosschaert verder.

## Emmanuel Bosschaert
- Emmanuel Joseph François Busschaert (Antwerpen, 5 mei 1785 - 20 januari 1838), broer van Augustin Bosschaert, werd in 1822 erkend in de erfelijke adel. Hij trouwde met François de Wael (1781-1823) en vervolgens met Rosalie du Bois (1802-1835).
  - Theodore Bosschaert (1827-1857), zoon uit het tweede huwelijk, trouwde met zijn nicht Eulalie du Bois (1823-1907). Ze hadden twee kinderen: Jozef Maria (1854-1892) bleef ongehuwd, en Louise Anne (1855-1918) die trouwde met Rene Philippe graaf van de Werve de Vorsselaer (1850-1911). Hun enige kind Maria Louisa (1876-1958) trouwde met Eduard Adrien de Borrekens (1874-1935).